# Obština Charmanli
Obština Charmanli (bulharsky Община Харманли) je bulharská jednotka územní samosprávy v Chaskovské oblasti. Leží v jižním Bulharsku v Hornothrácké nížině mezi východním úpatím Východních Rodopů a jihozápadními svahy Sakaru. Sídlem obštiny je město Charmanli, kromě něj zahrnuje obština 24 vesnic. Žije zde přes 25 tisíc stálých obyvatel.

## Sídla
| - Bălgarin - Biser - Bogomil - Boljarski Izvor - Branica - Čerepovo - Černa Mogila - Dositeevo - Dripčevo | - Charmanli (sídlo správy) - Ivanovo - Izvorovo - Kolarovo - Lešnikovo - Nadežden - Orešec - Ostăr Kamăk - Ovčarovo | - Poljanovo - Preslavec - Rogozinovo - Slavjanovo - Smirnenci - Šišmanovo - Vărbovo |

## Sousední obštiny
| Růžice kompasu | Simeonovgrad | Gălăbovo          | Topolovgrad | Růžice kompasu |
| Růžice kompasu | Chaskovo     | Sever             | Svilengrad  | Růžice kompasu |
| Růžice kompasu | Chaskovo     | Obština Charmanli | Svilengrad  | Růžice kompasu |
| Růžice kompasu | Chaskovo     | Jih               | Svilengrad  | Růžice kompasu |
| Růžice kompasu | Stambolovo   | Madžarovo         | Ljubimec    | Růžice kompasu |

## Obyvatelstvo
V obštině žije 25 838 stálých obyvatel a včetně přechodně hlášených obyvatel 31 072. Podle sčítáni 1. února 2011 bylo národnostní složení následující:
- Bulhaři: 18 393 (79.6 %)
- Turci: 2 383 (10.3 %)
- Romové: 2 145 (9.3 %)
- ostatní: 196 (0.8 %)